# Poiana Mărului, Brașov
Poiana Mărului este o comună în județul Brașov, Transilvania, România, formată numai din satul de reședință cu același nume.

## Istoric
Satul Poiana Mărului a făcut parte din domeniul lui Constantin Brâncoveanu. A intrat în stăpânirea acestuia, fiind cumpărat în întregime de la boieri sau negustori, pentru suma de 3.500 de lei. În 1708 Brâncoveanu a dispus ca moșia să fie stăpânită în indivizie de către toți cei patru fii ai săi.

## Demografie
Componența etnică a comunei Poiana Mărului
     Români (92,02%)
     Alte etnii (0%)
     Necunoscută (7,98%)
Componența confesională a comunei Poiana Mărului
     Ortodocși (90,02%)
     Alte religii (1,45%)
     Necunoscută (8,53%)
Conform recensământului efectuat în 2021, populația comunei Poiana Mărului se ridică la 2.956 de locuitori, în scădere față de recensământul anterior din 2011, când fuseseră înregistrați 3.315 locuitori. Majoritatea locuitorilor sunt români (92,02%), iar pentru 7,98% nu se cunoaște apartenența etnică. Din punct de vedere confesional, majoritatea locuitorilor sunt ortodocși (90,02%), iar pentru 8,53% nu se cunoaște apartenența confesională.
În 1786 erau 1017 locuitori, din care 62% erau iobagi și 29% erau țărani liberi.
În 1850 sunt 1368 de locuitori, toți fiind români ortodocși.
În 1900 s-au înregistrat 2335 de locuitori, majoritatea fiind români (99,27%). Din punct de vedere confesional, majoritatea sătenilor fiind ortodocși (99,14%).
- La recensământul din 2002, populația satului este de 3456 de locuitori, majoritatea fiind români (99,76%). Din punct de vedere confesional, majoritatea locuitorilor sunt ortodocși (97,42%), cu o minoritate de penticostali (1,99%).

## Politică și administrație
Comuna Poiana Mărului este administrată de un primar și un consiliu local compus din 13 consilieri. Primarul, Alexandru-Cătălin Perșoiu[*], de la Partidul Social Democrat, este în funcție din 2016. Începând cu alegerile locale din 2024, consiliul local are următoarea componență pe partide politice:
|  | Partid                          | Consilieri | Componența Consiliului | Componența Consiliului | Componența Consiliului | Componența Consiliului | Componența Consiliului | Componența Consiliului | Componența Consiliului | Componența Consiliului |
|  | ------------------------------- | ---------- | ---------------------- | ---------------------- | ---------------------- | ---------------------- | ---------------------- | ---------------------- | ---------------------- | ---------------------- |
|  | Partidul Social Democrat        | 8          |                        |                        |                        |                        |                        |                        |                        |                        |
|  | Partidul Național Liberal       | 3          |                        |                        |                        |                        |                        |                        |                        |                        |
|  | Alianța pentru Unirea Românilor | 1          |                        |                        |                        |                        |                        |                        |                        |                        |
|  | Partidul Ecologist Român        | 1          |                        |                        |                        |                        |                        |                        |                        |                        |

## Primarii comunei
- 1996[8] - 2000 - Nicolaie Codreanu, de la USD
- 2000[9] - 2004 - Nicolaie Codreanu, de la PD
- 2004[10] - 2008 - Nicolaie Codreanu, de la PD
- 2008[11] - 2012 - Nicolaie Codreanu, de la PDL
- 2012[12] - 2016 - Nicolaie Codreanu, de la PDL
- 2016[13] - 2020 - , de la PSD
- 2020[14] - 2024 - , de la PSD

## Obiective turistice
- Biserica Ortodoxă „Nașterea Sfântului Ioan Botezătorul” (1770-1777) cu iconostasul ei baroc din jurul anului 1800
- Casa parohială (1892)
- Arhitectura populară a caselor

## Personalități
- Popa Iulian (n. 1997), doctorand și asistent universitar, specialist în inteligență artificială.
- Ion Clopoțel (n. 22 noiembrie 1892 – d. 10 noiembrie 1986) a fost un gazetar, sociolog, profesor, om politic, istoric și deputat.